# Hallå du gamle indian
Hallå du gamle indian, skriven av Lasse Dahlqvist, är en sång som 1941 var en hit av Lasse Dahlqvist med Thore Ehrlings orkester. En inspelning av det svenska dansbandet Jigs från 1972 låg som bäst fyra under 1973 på Svensktoppen. Jigs spelade 1973 även in låten på engelska, som "Hello You Red Old Indian".
Även Schytts spelade in den 1972, men deras version fick dock inga större framgångar.
Larz-Kristerz spelade in låten på musikalbumet Stuffparty 3 2007, och Scotts hade sin inspelning av låten med på albumet På vårt sätt 2008.
Även Flintstens med Stanley har spelat in låten.
Sångtexten speglar ett Amerika där de amerikanska urfolkens samhälle spelar en mer undanskymd roll. Den krassa verkligheten ställs mot en "indianboksromantik" - som kanske aldrig har existerat.

### Fotnoter
1. ↑  ”Svensk mediedatabas”. http://smdb.kb.se/catalog/id/000100751. Läst 22 mars 2011.
2. ↑  ”Svensk mediedatabas”. http://smdb.kb.se/catalog/id/001461324. Läst 22 mars 2011.
3. ↑  Svensktoppen - 1973
4. ↑  ”Svensk mediedatabas”. http://smdb.kb.se/catalog/id/001461326. Läst 22 mars 2011.
5. ↑  ”Svensk mediedatabas”. http://smdb.kb.se/catalog/id/001461332. Läst 22 mars 2011.
6. ↑  ”Svensk mediedatabas”. Arkiverad från originalet den 4 mars 2016. https://web.archive.org/web/20160304072712/http://smdb.kb.se/catalog/id/002260833. Läst 22 mars 2011.
7. ↑  ”Svensk mediedatabas”. Arkiverad från originalet den 19 oktober 2014. https://web.archive.org/web/20141019115840/http://smdb.kb.se/catalog/id/002456476. Läst 22 mars 2011.